# ويليام ويتني كريسماس
ويليام ويتني كريسماس (بالإنجليزية: William Whitney Christmas)‏ هو طبيب وطيار أمريكي، ولد في 1 سبتمبر 1865 في وارينتون في الولايات المتحدة، وتوفي في 14 أبريل 1960 في مستشفى بيليفو في الولايات المتحدة بسبب ذات الرئة.